# Liste der Wappen in der Provinz Forlì-Cesena
Die Liste der Wappen in der Provinz Forlì-Cesena beinhaltet alle in der Wikipedia gelisteten Wappen der Provinz Forlì-Cesena in der Region Emilia-Romagna in Italien. In dieser Liste werden die Wappen mit dem Gemeindelink angezeigt.

## Wappen der Provinz Forlì-Cesena

Provinz Forlì-Cesena
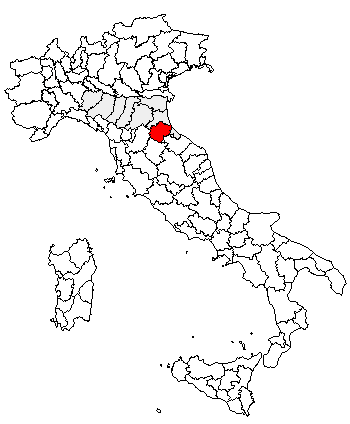
Lage der Provinz in Italien
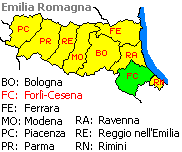
Lage der Provinz in der Region

## Wappen der Gemeinden der Provinz Forlì-Cesena

Bertinoro
Borghi
Castrocaro Terme e Terra del Sole
Cesena
Civitella di Romagna
Dovadola
Forlimpopoli
Forlì
Galeata
Gambettola
Gatteo
Longiano
Meldola
Mercato Saraceno
Modigliana
Montiano
Portico e San Benedetto
Predappio
Premilcuore
Rocca San Casciano
Roncofreddo
San Mauro Pascoli
Santa Sofia
Sarsina
Savignano sul Rubicone
Sogliano al Rubicone
Tredozio
Verghereto